# Сарсел
Сарсел (фр. Sarcelles) град је у Француској у Париском региону, у департману Долина Оазе.
По подацима из 2006. године број становника у месту је био 58.654.

## Демографија
| 1962.  | 1968.  | 1975.  | 1982.  | 1990.  | 1999.  | 2006.  | 2011.  |
| ------ | ------ | ------ | ------ | ------ | ------ | ------ | ------ |
| 35.800 | 51.674 | 55.007 | 53.630 | 56.833 | 57.871 | 58.654 | 58.398 |

## Партнерски градови
- Нетанја
- Хатерсхајм на Мајни